# Max Schmidt (Politiker, 1862)
Max Schmidt (* 6. April 1862 in Aarau; † 14. Oktober 1951 ebenda; heimatberechtigt in Aarau) war ein Schweizer Politiker (FDP) und Richter. Von 1892 bis 1907 war er Stadtammann von Aarau, anschliessend bis 1929 Regierungsrat des Kantons Aargau.

## Biografie
Schmidt absolvierte die Kantonsschule in seiner Heimatstadt Aarau. Anschliessend studierte er Recht an den Universitäten Heidelberg, München, Leipzig und Strassburg. 1886 erhielt er das Anwaltspatent und arbeitete zunächst als Direktionssekretär im Aargauer Justizdepartement, ab 1889 amtierte er als Präsident des Bezirksgerichts Aarau. Nur ein Jahr später begann Schmidts politische Karriere, als er zum Aarauer Stadtammann gewählt wurde. Zu seinen Verdiensten gehören die Renovation der Stadtkirche, der Bau zweier Schulhäuser, die Einführung der Elektrizität, die Errichtung der Kanalisation und eine neue städtische Finanzordnung. Von 1891 bis 1907 gehörte er auch dem Aargauer Grossen Rat an.
Ende 1906 folgte die Wahl in die Kantonsregierung, sein neues Amt trat Schmidt zu Beginn des darauf folgenden Jahres an. Als Regierungsrat stand er dem Justiz-, Polizei- und Sanitätsdepartement vor. Seine wichtigste Aufgabe war die Umsetzung des 1912 in Kraft getretenen schweizerischen Zivilgesetzbuches, wofür er die Notariatsverordnung und das kantonale Einführungsgesetz verfasste. Ab 1912 leitete er das Finanzdepartement. Schmidt gelang es, das Budget trotz der Krisenjahre während und nach dem Ersten Weltkrieg auszugleichen. 1923 wechselte er ins Baudepartement, das er sechs Jahre lang leitete. Sein Hauptaugenmerk galt der Anpassung der Strassen für den zunehmenden Automobilverkehr.
Schmidt gilt als Pionier der Elektrizitätswirtschaft. Das von ihm initiierte städtische Elektrizitätswerk in Aarau gehört zu den ältesten der Schweiz. 1916 war er Mitbegründer der Aargauischen Elektrizitätswerke und gehörte zwölf Jahre lang deren Verwaltungsrat an. Den Nordostschweizerischen Kraftwerken stellte er seinen Rat zur Verfügung, ausserdem war er Staatskommissär für das Kraftwerk Ryburg-Schwörstadt. 1929, nach seinem Rücktritt als Regierungsrat, übernahm er das Verwaltungsratspräsidium der Aarewerke, die in Klingnau und Wildegg neue Flusskraftwerke errichtete. Schmidt war ein begabter Tenor, spielte mehrere Instrumente und wirkte in seiner Freizeit in Konzerten, in Opernaufführungen und an Gesangsfesten mit.